# قبيصة بن جابر
قبيصة بن جابر الأسدي هو قبيصة بن جابر بن وَهْب بن مالك بن عَميرة بن حُذَار بن مُرّة بن الحارث بن سعد بن ثعلبة بن دودان ابن أسد بن خُزيمة. صحابي. وهناك من يعدة من الطبقة الأولى من التابعين.
هو أخو معاوية بن أبي سفيان بالرضاعة.
كان من فقهاء أهل الكوفة. ويقول: "شهدتُ قومًا رأيتهم، فما رأيتُ رجلاً أقرأ لكتاب الله ولا أَفقه في دين الله من عُمر، وصحبت طلحة فما رأيتُ أعطى لجَزِيلٍ منه، وصحبتُ معاوية فما رأيتُ أكثر حِلمًا منه."